# ¿Quién mató a Marilyn?
«¿Quién mató a Marilyn?» es el tercer sencillo promocional y sexta pista del álbum La voz de los '80 del grupo chileno Los Prisioneros. Tuvo una gran difusión en las radios de la época.

## Canción
Escrita y cantada por Miguel Tapia (es la única canción del disco en la que Jorge González no es el vocalista principal), trata de manera irónica el misterio que rodea la muerte de la célebre actriz estadounidense Marilyn Monroe, ocurrida en 1962. La canción sugiere que fue un homicidio y no un suicidio, y apunta a toda una serie de sospechosos, desde el presidente hasta Mickey Mouse.
Se puede interpretar como una velada denuncia de los asesinatos cometidos por la dictadura de Pinochet, crímenes que, a través de los medios de prensa controlados por el régimen, eran atribuidos a «extremistas» de izquierda (Operación Colombo) o eran disfrazados como delitos comunes (asesinato de Marta Ugarte, caso Anfruns, etc.). De hecho, en las presentaciones en vivo de la banda durante los años ochenta, al estribillo «¿quién mató a Marilyn?», el público siempre respondía: «los pacos».
Según Miguel Tapia, la canción es un ejercicio sarcástico sobre la admiración obsesiva por los ídolos de la cultura pop extranjera. A comienzos de los ochenta, las teorías conspirativas sobre la muerte de Marilyn Monroe se habían vuelto a poner de moda, cosa que la dictadura aprovechó para distraer al pueblo chileno de lo que ocurría en ese momento dentro de su propio país:

«Uno prendía la tele y todos los días había noticias especulando sobre la muerte de Marilyn, y yo me preguntaba a cada rato: "¿a quién le importa que haya muerto?" ¡Si acá estaban pasando cosas mucho más importantes! [...] La canción era una sátira, por eso incluimos al ratón Mickey, a la prensa… Pero insisto en que en ese momento lo importante eran otras cosas, como el atropello a los derechos humanos. Y claro… la muerte de Monroe le sirvió a los medios para distraer la atención.»

Fue una de las primeras canciones compuestas por la banda, cuando aún eran estudiantes del Liceo 6 de San Miguel. Según Jorge González:

«Era una letra con la que llegó Miguel al colegio y la música yo la hice en un piano. La canción era mortal, el sonido era súper bueno. Tenía mucho de The Cars: el sonido de la caja de la batería bien fuerte, pero el bombo no tanto.»

También fue la primera por la que tuvieron problemas con la censura de la dictadura militar, al incluir las palabras «comunista» y «sandinista» (esta última como homenaje al disco Sandinista! de The Clash).
Rodrigo Beltrán, que aparece mencionado en la canción como uno de los posibles asesinos, era un vecino de Claudio Narea; junto con Narea, Jorge González y su hermano Álvaro Beltrán, fue uno los integrantes de Los Pseudopillos, el cuarteto vocal que precedió a Los Vinchukas y, más tarde, a Los Prisioneros.
La canción fue regrabada en 1988, versión que aparece en el compilado Ni por la razón, ni por la fuerza.